# Friedensmuseum Lindau

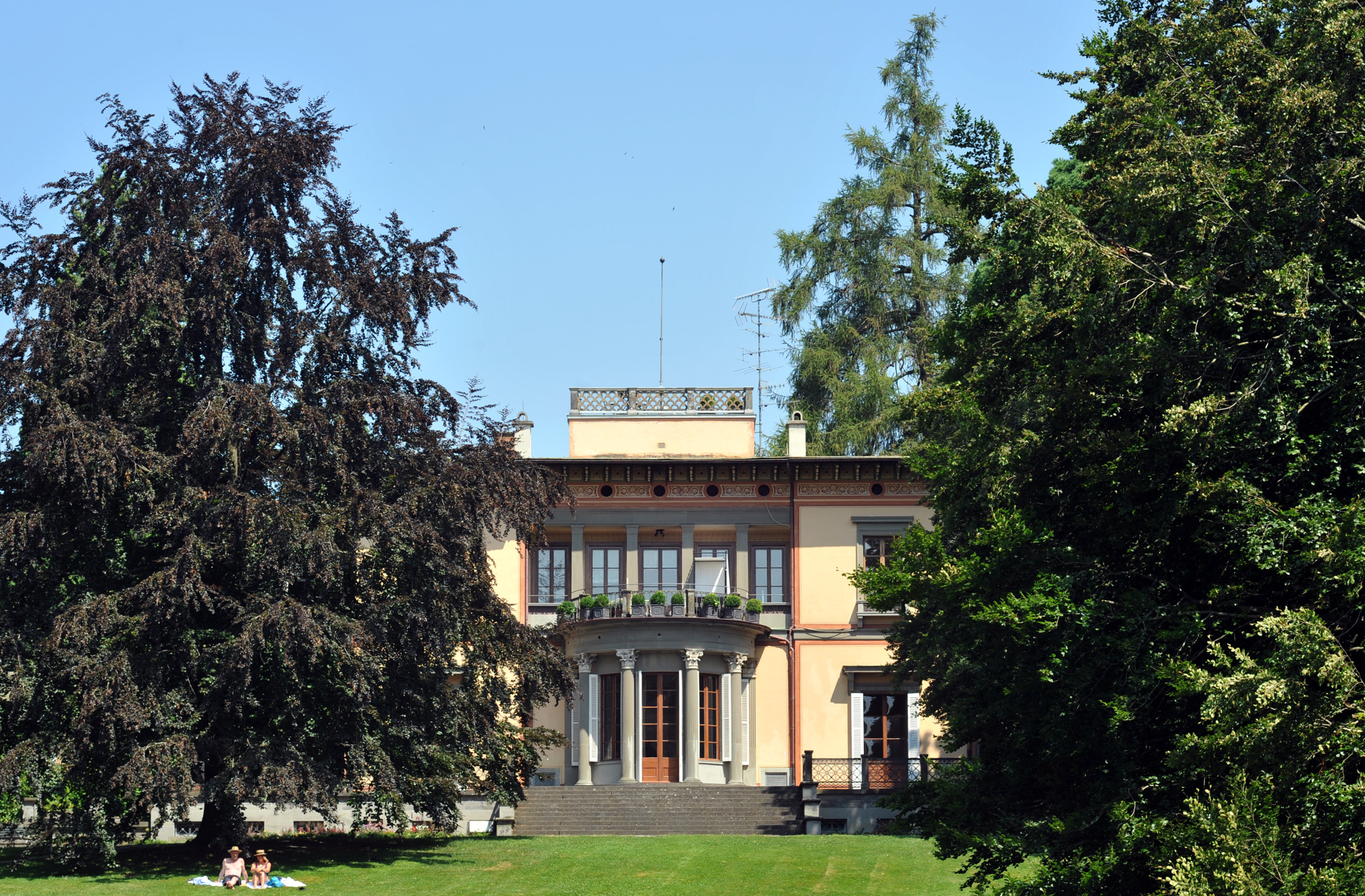
Villa Lindenhof mit den „friedens räumen“

Das Friedensmuseum Lindau (heutige Eigenbezeichnung: friedens räume) in Lindau (Bodensee) ist ein Friedensmuseum der Bistumsstelle Augsburg der Pax Christi. 1980 wurde das Friedensmuseum auf Initiative des Architekten und Pax-christi-Mitglieds Thomas Wechs aus Augsburg gegründet. Nach einer Phase der Neuorientierung eröffneten 2001 die friedens räume – museum in Bewegung ihre Türen. Das neue Konzept des Friedensmuseums wurde gemeinsam mit dem Leitungsteam und der österreichischen Künstlerin Ruth Gschwendtner-Wölfle entwickelt. Der Träger ist die internationale katholische Friedensbewegung Pax christi des Diözesanverbandes Augsburg.

## Ortsgeschichte
Das Friedensmuseum liegt im Ostflügel der Lindenhof-Villa in Lindau Bad-Schachen. Die Villa liegt inmitten einer Englischen-Garten-Anlage aus dem 19. Jahrhundert. Der Architekt Franz Jakob Kreuter entwarf  im Auftrag des Lindauer Kaufmanns Friedrich Gruber die Villa Lindenhof die zum Vorbild für andere Villen am Bodenseeufer wurde. Pompejanische Freskomalereien schmücken die Räumlichkeiten. Mit der Anlage des Parks wurde Maximilian Friedrich Weyhe, Professor der Botanik in Düsseldorf, beauftragt. Der Lindauer Friedensweg, konzipiert von Barbara und Dietmar Stoller, führt vom Museum in der Villa Lindenhof in Bad Schachen zu der Insel Lindau an Orte des Friedens und Unfriedens.

## Auszeichnungen
- 2006  “Ausgewählter Ort im Land der Ideen” Bundespräsident Horst Köhler[3]
- 2017  Auszeichnung für soziales Engagement, Ike und Berthold Roland-Stiftung, Mannheim